# Церковь Михаила Архангела (Казанская)
Церковь Михаила Архангела (Архангельская церковь) — бывший православный храм в станице Казанской Верхнедонского района Ростовской области.

## История
До 1737 года в Казанской станице была деревянная Архангельская церковь, которая сгорела 14 сентября 1737 года. Вместо неё жители купили в Донецком Успенском монастыре старую деревянную церковь, разобрали её и перенесли в станицу. Новая церковь, собранная в 1738 году, была освящена во имя Архистратига Михаила, имела придел Святых апостолов Петра и Павла. Из-за ветхости этого храма 21 ноября 1763 года была заложена и 7 июля 1768 года освящена, новая церковь, построенная из брусчатого дубового леса и покрытая дубовым тёсом.
Обветшала и эта церковь; тогда в 1790 году в станице заложена каменная церковь того же наименования, 12 июня 1796 года главный предел которой был освящен во имя Святого Архистратига Михаила, а второй — также во имя Петра и Павла. В 1806 году в храме был устроен и освящен ещё придел во имя Святого. Иоанна Крестителя. В новой каменной церкви был богатый раззолоченный иконостас, а также Евангелие 1717 года, Минея месячная 1708 года и Евангелие толковое 1748 года. В качестве священника в храме служили: Никанор Силович Оболенский (1852—1875), Апполон Дмитриевич Воскобойников (1875—1880), Петр Александрович Руднев (1886—1918).
В советское время храм был уничтожен.